# Georg Horn
Georg Horn (* 30. August 1841 in Fabrikschleichach, Unterfranken; † 19. August 1919 in Lindenau, heute Radebeul) war ein deutscher Gewerkschafter und sozialdemokratischer Politiker. Er war 1891 bis 1897 Mitglied des Sächsischen Landtages und von 1895 bis 1918 Mitglied des Reichstages.

## Leben und Wirken

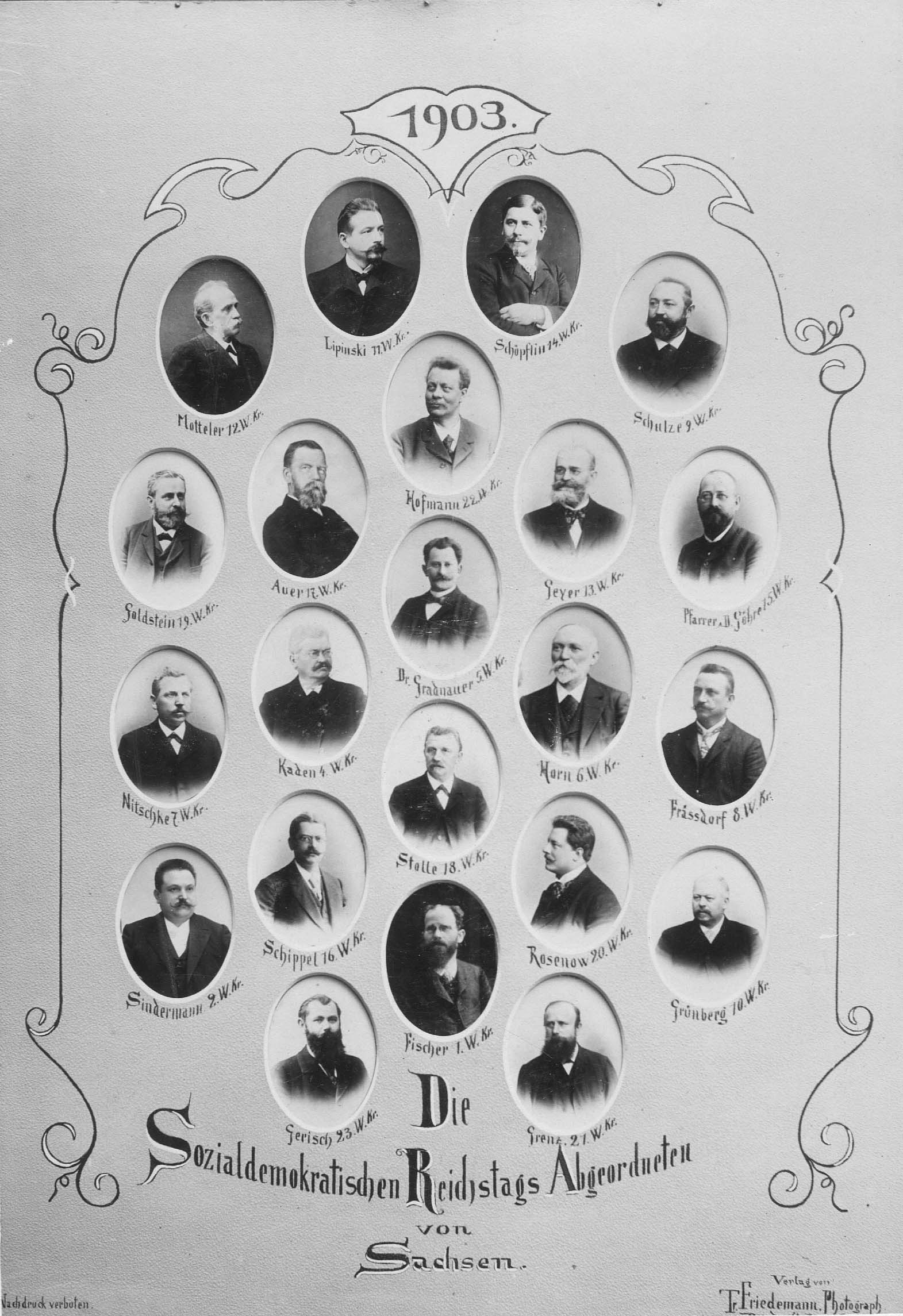
SPD-Reichstagsabgeordnete aus Sachsen von 1903

Horn war Flaschenmacher und war 1864 bis 1866 selbstständiger Flaschenmachermeister. Im Jahr 1867 trat er dem Allgemeinen Deutschen Arbeiterverein bei. Er war 1871 Mitbegründer und Leiter der Organisation der Glasarbeiter in Dresden-Löbtau. Zwischen 1875 und 1878 war er Vorsitzender des Allgemeinen Glaskünstlerbunds Deutschlands (ab Oktober 1876 Bund der Glasarbeiter Deutschlands). In den Jahren 1877 und 1878 war er zugleich Redakteur des Verbandsblattes Neue Glashütte. Zwischen 1878 und 1890 war Horn hauptberuflich Inhaber eines Landesproduktengeschäfts in Dresden. 1889 war er Delegierter auf dem Gründungskongress der II. Internationalen in Paris, wo er zu Fragen des Arbeiterschutzes referierte. Nebenher arbeitete er von 1885 bis 1890 als teilbesoldeter Redakteur des Organs des Glasarbeiterverbandes „Der Fachgenosse“. Danach war er bis 1907 hauptamtlicher Redakteur des Blattes. Danach ging er in den Ruhestand, schrieb aber weiter regelmäßig für die Zeitung. Als Autor verfasste er auch eine Geschichte der Glasarbeiter.
Wegen des Verstoßes gegen die Pressegesetze war Horn insgesamt 25 Monate in Haft. Er war von 1895 bis 1918 Mitglied des Reichstags und von 1891 bis 1897 des sächsischen Landtages. Als Kritiker der Kriegskreditpolitik der SPD-Mehrheit in der Reichstagsfraktion trat Horn 1916 der Sozialdemokratischen Arbeitsgemeinschaft und 1917 der USPD bei.
Mit dem zeitweise in Kötzschenbroda wohnenden Politiker August Kaden verband Horn „eine langjährige und enge Freundschaft.“
Die Traueradresse Ringstraße 36d wurde kommunal von Lindenau verwaltet, das Grundstück lag jedoch auf Oberkötzschenbrodaer Flur. Heute ist das die Ringstraße 12, der Häusername der 1897 bezogenen Villa Margarethe leitet sich vom Vornamen von Horns Frau ab. Nebenan in der Villa Mathilde wohnten Tochter Mathilde und Schwiegersohn Hermann Schneider ab um 1900.

## Schriften
- Geschichte der Glasindustrie und ihrer Arbeiter. Stuttgart 1903.
- Der Fachgenosse, Glasarbeiterzeitung (Gründer, Herausgeber und Schriftleiter) ab 1885.[6]